# Pásovec malý
Pásovec malý (Zaedyus pichiy), ve starší literatuře uváděn jako pásovec nejmenší a místně znám jako pichi, je druh pásovce z čeledi pláštníkovití (Chlamyphoridae), který se vyskytuje v jižní Argentině a východním Chile. Jeho areál rozšíření sahá nejjižněji ze všech zástupců řádu pásovců.

## Systematika
Za formální autoritu druhu se považuje francouzský zoolog Anselme Gaëtan Desmarest, který druh popsal v roce 1804. Jedná se o jediného zástupce rodu Zaedyus. Ke starším českým názvům patří pásovec nejmenší. Rozlišují se dva poddruhy:
- Zaedyus pichiy caurinus Thomas, 1928 – vyskytuje se ve východním Chile a v západní Argentině od provincie Mendoza na jih po Nahuel Huapi.
- Zaedyus pichiy pichiy Desmarest, 1804 – obývá pampy východní a jihovýchodní Argentiny.

## Výskyt
Pásovec malý obývá jižnější oblasti než jakýkoliv jiný pásovec. Vyskytuje se převážně v suchých až polosuchých travnatých habitatech od mořské hladiny po 2500 m n. m.

## Popis

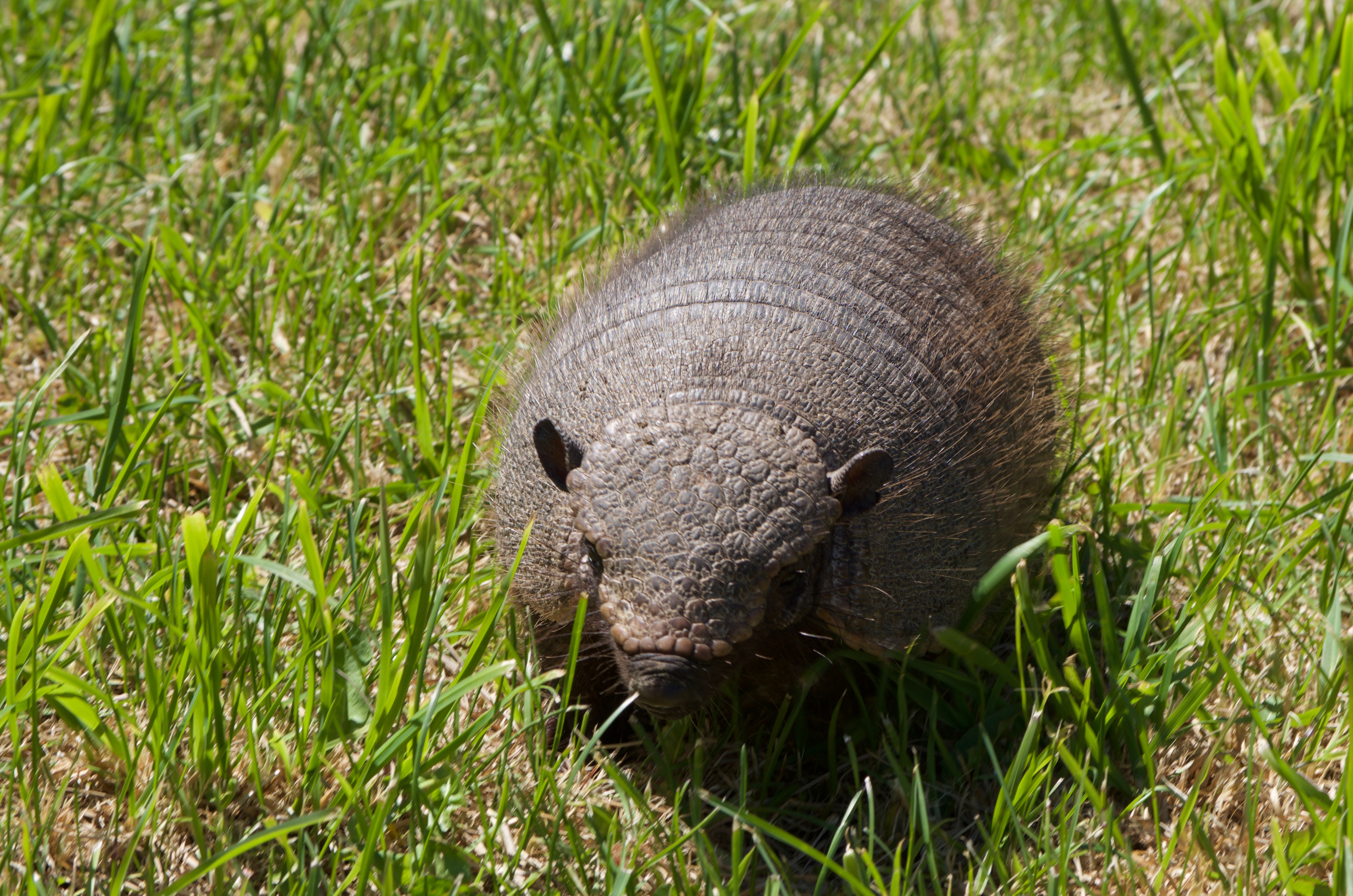
Pásovec malý v chilském národním parku Torres del Paine

Jedná se o malého pásovce s dlouhými chlupy. Délka těla dosahuje 260–335 mm, ocas je dlouhý 100–140 mm. Váha se pohybuje kolem 1 kg (rozmezí 0,7–1,5 kg). Stejně jako ostatní pásovci je obrněn tvrdým krunýřem ze zkostnatělých destiček, které jsou shora pokryty rohovinovými šupinami. Okrajové šupiny krunýře mají ostré vrcholy, což je pro druh typické, stejně jako krátké ušní boltce, které dosahují délky pouze kolem 13 mm. Krunýř má většinou 7 pohyblivých pásů (rozpětí 6–8), které oddělují ramenní a křížový štít. Jeden další pás je přítomen před ramenním štítem, hlava je chráněna rovným trojúhelníkovým štítem, ocas také oštítěn. Barva krunýře se pohybuje od světle žluté po takřka černou. Spodní strana těla je pokryta chlupy, které jsou v zimě delší a tlustší. Chlupy také částečně pronikají skrze šupiny krunýře. Všechny prsty disponují silnými drápy, uši jsou krátké, oči tmavé a relativně malé. Penis samců dosahuje až 60 % délky těla, což je adaptace na přítomnost krunýře, který překáží v kopulaci.

## Biologie

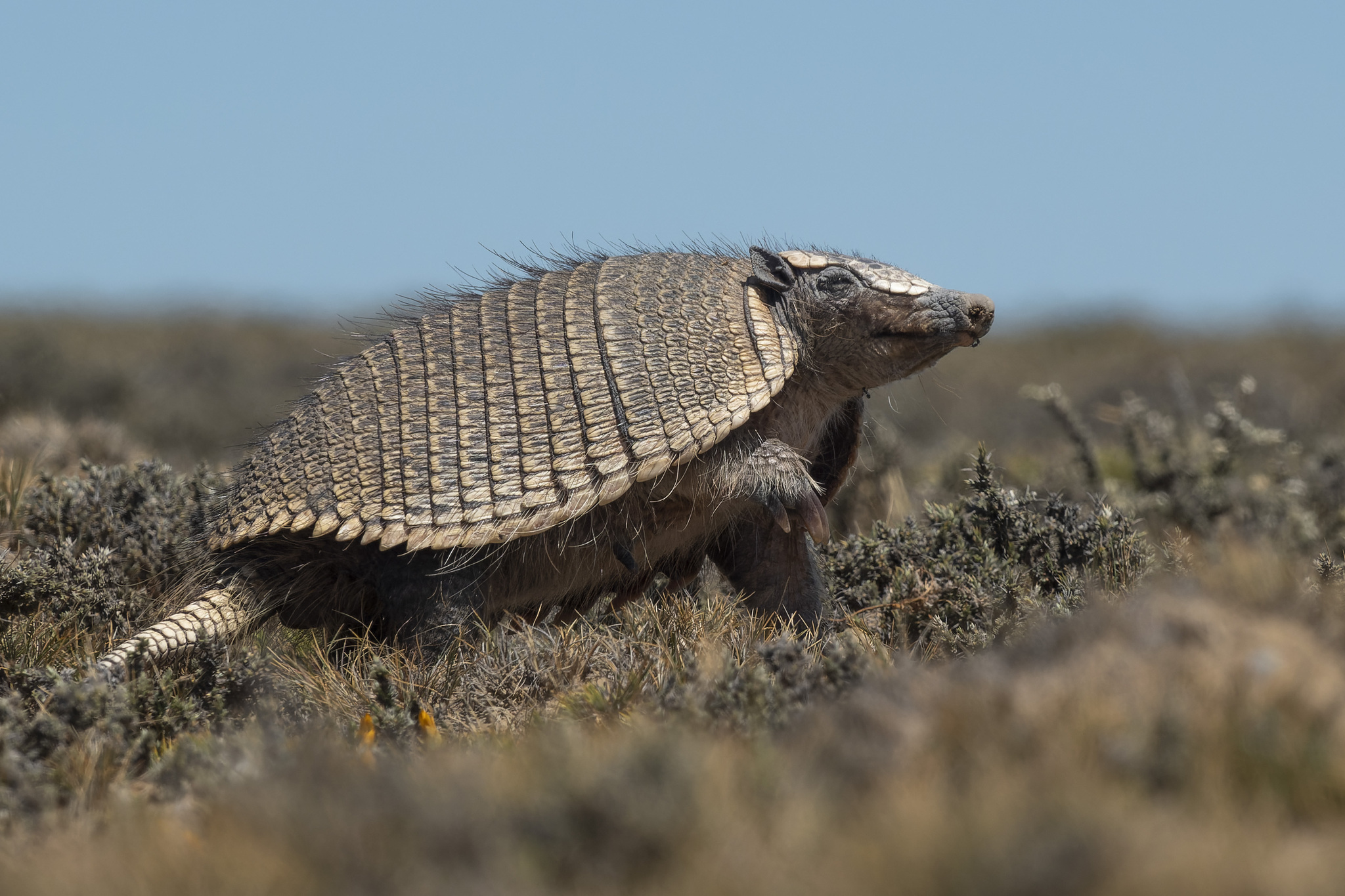
Pásovce malý

Jedná se o samotářské zvíře, které vstupuje do kontaktu s ostatními jedinci téhož druhu pouze v období rozmnožování. Během tohoto období mohou být samci vůči sobě poměrně agresivní. Doba rozmnožování trvá od 3–5 měsíců dochází k ní na jaře a počátkem léta, přesné načasování se mění se zeměpisnou šířkou. Doba gestace trvá 58–60 dní, samice klade jednou až dvě, výjimečně tři mláďata o váze 50 g. Mláďata zůstávají prvních 40 dní v mateřské noře. Pohlavní dospělost nastává ve věku 9–10 měsíců. Samice se poprvé rozmnožují v prvním, občas až ve druhém roce života.
Živí se všežravě. Požírá hmyz, strašilky, mravence, štíry, pavouky, muší larvy, rostlinný materiál, houby i obratlovce jako ještěry a menší savce. Vodu získává z potravy a údajně vydrží bez pití celé roky.

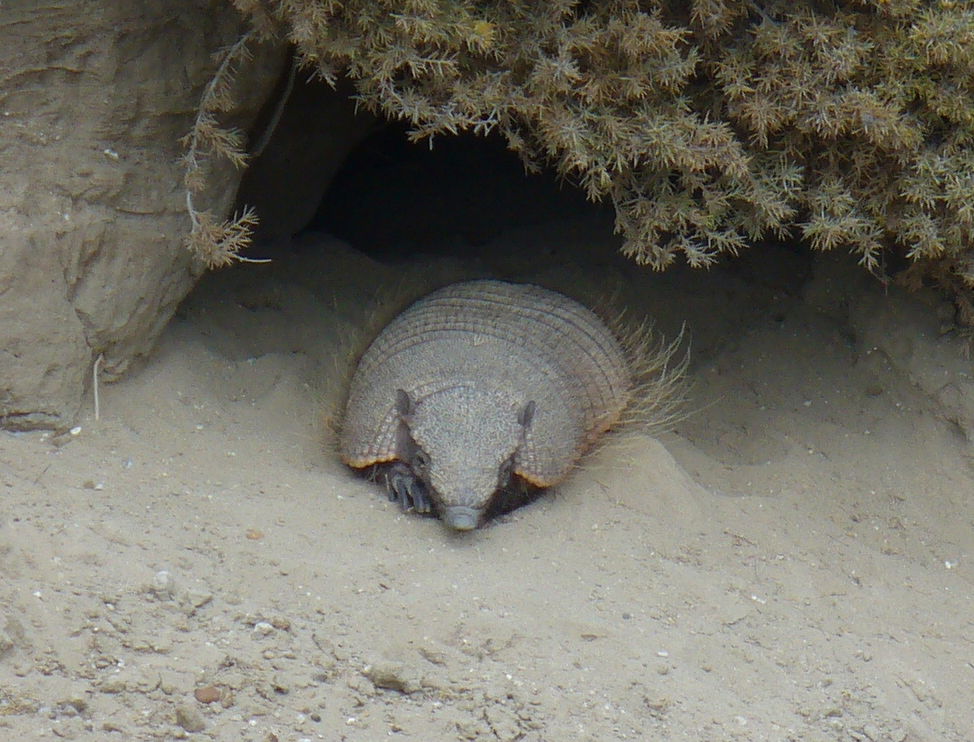
Pásovec malý na poloostrově Valdés

Pásovec malý s oblibou vyhrabává v písku nory, které využívá k úkrytu, termoregulaci i vrhům a výchově mláďat. Hloubka nor je sezónně podmíněna, v zimě může dosahovat k 1,5 m. V případě nebezpečí se dokáže v noře umě zaklínit s pomocí svého štítu, takže je velmi obtížné jej vytáhnout. V zimních podmínkách může upadat do denního torporu i dlouhodobé hibernace. V argentinské oblasti Mendoza pásovci malí hibernují od poloviny května do poloviny srpna. K torporu v průběhu dne dochází hlavně v zimě v době snížení potravní nabídky. Běžná tělesná teplota pásovce malého je kolem 35,1° C, během torporu teplota klesne pod 30° C, někdy až k 24,5° C. Během hibernace tělesná teplota klesne až k 14.6 ± 2.1 °C. Jedná se o jediného známého zástupce chudozubých, u kterého dochází k torporu a hibernaci.

## Ohrožení
Mezinárodní svaz ochrany přírody (IUCN) ve své zprávě o stavu populace z roku 2014 považoval pásovce malého za druh téměř ohrožený. Důvodem je hlavně neutuchající lov, zejména v severních a východních částech areálu rozšíření. Lovci pásovce malé loví pro sport i na jídlo, často za doprovodu psů. Maso pásovců malých je údajně velmi chutné a místní si jej vysoce cení. V některých oblastech druh ohrožuje i nadměrná pastva dobytka. Některé místní populace jsou dokonce již vyhynulé a IUCN upozorňoval na to, že druh je na hranici přísnějšího stupně ohrožení.